# Iseilema eremaeum
Iseilema eremaeum är en gräsart som beskrevs av Stanley Thatcher Blake. Iseilema eremaeum ingår i släktet Iseilema och familjen gräs. Inga underarter finns listade i Catalogue of Life.